# Халзаново
Халза́ново (бур. Халзан)  — село в Прибайкальском районе Бурятии. Входит в сельское поселение «Турунтаевское».

## География
Расположено в 3 км к северо-востоку от районного центра — села Турунтаево, на правом берегу реки Итанцы.

## История
Упоминается в списках 1735 года Г. Ф. Миллера как деревня Патрушева. В советское время в селе была центральная усадьба колхоза «Красная Заря».

## Население
| 2002 | 2010 |
| ---- | ---- |
| 121  | ↘120 |